# 雙山 (阿拉斯加州)
雙山（英語：Twin Hills）是位於美國阿拉斯加州迪靈漢人口普查區的一個非建制地區和人口普查指定地區。根據2010年美國人口普查，該地共人口74人，而該地的面積約為59.70平方千米。

## 地理
雙山的座標為59°04′41″N 160°17′04″W / 59.07806°N 160.28444°W，而該地的平均海拔高度為3米（即10英尺）。